# أسفك (علي جمال)
أسفك (بالفارسية: اصفاک) هي مستوطنة تقع في إيران في قسم علي جمال الريفي. يقدر عدد سكانها بـ 110 نسمة .